# بطاقة فهرسة
الفهرسة  هي ترتيب الوثائق والمستندات والمرسلات وتخزينها بنظام معين يضمن سلامتها ويسهل عملية الرجوع إليها عند الحاجة وهذه العملية تسمى بحفظ الملفات ولا يمكن حفظ الملفات دون تصنيف أي نقصيم الاوراق والمستندات إلى مجموعة ذات صفات مشتركة.تحفظ كل مجموعة منها في مكان واح وتحت اسم واحد.بالضافة إلى التصنيف يجب ترتيب الملفات وهناك طرق متعددة للتصنيف يمكن ان تستخدمها المؤسسة حسب حاجاتها.
ومن هذه الطرق:
- التصنبف الهجائي.
- التصنيف حسب الموضوع.
- التصنيف الجغرافي.
- التصنبف الزمني.